# Престоно име
Престоно име је име које су користили монарси и папе током своје владавине и, касније, историјски. Од давнина, неки монарси бирају да користе другачије име од свог првобитног имена када приступају монархији.
Престоно име обично прати краљевски број, написан као римски број, да би се разликовао тај монарх од других који су користили исто име док су владали истим краљевством. У неким случајевима, монарх има више од једног краљевског имена, али краљевски број се заснива само на једном од тих имена, на пример Карл X Густаф Шведски. Ако монарх влада у више од једног царства, они могу да носе различите редове у сваком од њих, јер су нека царства могла имати различит број владара истог краљевског имена. На пример, иста особа је био и шкотски краљ Џејмс VI и енглески краљ Џејмс I.
Ред се обично не користи за првог владара имена, али се користи у историјским изворима када се име поново користи. Тако се енглеска краљица Елизабета I звала једноставно Енглеска Елизабета све до ступања краљице Елизабете II скоро четири века касније 1952. године; касније историјске референце на ранију краљицу ретроактивно се помињу као Елизабета I. Међутим, руски цар Павле I, италијански краљ Умберто I, шпански краљ Хуан Карлос I, цар Хајле Селасије I од Етиопије и папа Јован Павле I су сви користили ординал I (први) за време њихове владавине, док папа Фрања није. У говорном српском језику таква имена се изговарају као Елизабета Прва, Џорџ Шести итд.
У неким земљама у Азији, монарси су узимали имена епохе. Док се називи ера као такви не користе у многим монархијама, понекад се ере називају по монарху (обично дуговечном) или низу монарха истог имена. Ово је уобичајено; нема формалног или општег правила. На пример, цео период током којег су у Великој Британији владала четири Џорџа (I, II, III и IV) из династије Хановер постао је познат као џорџијанско доба. Насупрот томе, иако је било много Едварда, Едвардијанска ера се увек односи на владавину Едварда VII почетком 20. века.